# MADtv
MADtv (o Mad TV) è una serie televisiva di sketch comici statunitense originariamente ispirata a Mad Magazine.
La prima trasmissione avvenne il 14 ottobre 1995 su Fox. Il 12 novembre 2008 la Fox ha annunciato che la quattordicesima stagione di MADtv sarebbe stata l'ultima.
Il 12 gennaio 2016 è andato in onda su The CW uno speciale per celebrare il ventesimo anniversario della serie, mentre dal 26 luglio al 27 settembre 2016 sempre The CW ha prodotto e mandato in onda una nuova stagione dello show fatta da otto episodi.

## Format
Lo show era registrato con un pubblico dal vivo e consisteva di sketch, corti di cartoni animati e spettacoli musicali. Gran parte della sua comicità si basava su parodie di popolari spettacoli televisivi, film e spettacoli musicali, mentre l'umorismo si incentrava su temi di attualità, politica e cultura popolare.

## Cast
Negli anni hanno fatto parte del cast del programma molti attori e comici statunitensi di successo, i più longevi sono stati Debra Wilson e  Michael McDonald.
Per citarne altri, tra i membri del cast figurarono attori comici come Stephnie Weir, Mo Collins, Jordan Peele, Keegan-Michael Key, Ken Jeong, Simon Helberg, Ike Barinholtz, Alex Borstein, Phil LaMarr, Will Sasso, Nicole Parker, Nicole Sullivan, Orlando Jones, Daniele Gaither, David Herman, Artie Lange e molti altri.

## Episodi
| Stagione                 | Episodi | Prima TV USA                       |
| ------------------------ | ------- | ---------------------------------- |
| Prima stagione           | 19      | 14 ottobre 1995 - 22 giugno 1996   |
| Seconda stagione         | 22      | 21 settembre 1996 - 17 maggio 1997 |
| Terza stagione           | 25      | 20 settembre 1997 - 16 maggio 1998 |
| Quarta stagione          | 25      | 29 agosto 1998 - 22 maggio 1999    |
| Quinta stagione          | 25      | 25 settembre 1999 - 20 maggio 2000 |
| Sesta stagione           | 30      | 23 settembre 2000 - 23 giugno 2001 |
| Settima stagione         | 25      | 22 settembre 2001 - 18 maggio 2002 |
| Ottava stagione          | 25      | 14 settembre 2002 - 17 maggio 2003 |
| Nona stagione            | 25      | 13 settembre 2003 - 22 maggio 2004 |
| Decima stagione          | 23      | 18 settembre 2004 - 21 maggio 2005 |
| Undicesima stagione      | 22      | 17 settembre 2005 - 20 maggio 2006 |
| Dodicesima stagione      | 22      | 16 settembre 2006 - 19 maggio 2007 |
| Tredicesima stagione     | 16      | 15 settembre 2007 - 17 maggio 2008 |
| Quattordicesima stagione | 17      | 13 settembre 2008 - 16 maggio 2009 |
| Quindicesima stagione    | 8       | 26 luglio 2016 - 27 settembre 2016 |

## Premi
- Primetime Emmy Award:
  - 2001: Outstanding Hairstyling for a Variety or Music Program
  - 2005: Outstanding Costumes for a Variety or Music Program
  - 2005: Outstanding Hairstyling for a Series
  - 2006: Excellence in Production Design Award
  - 2006: Outstanding Original Music and Lyrics
  - 2006: Outstanding Costumes for a Variety or Music Program
  - 2009: Outstanding Makeup for a Multi-Camera Series or Special (Non-Prosthetic)
- Hollywood Makeup Artist and Hair Stylist Guild Awards:
  - 2000: Best Character Makeup – Television (for a Single Episode of a Regular Series – Sitcom, Drama, or Daytime)
  - 2001: Best Special Makeup Effects – Television (For a Single Episode of a Regular Series – Sitcom, Drama, or Daytime)
  - 2002: Best Special Makeup Effects – Television (For a Single Episode of a Regular Series – Sitcom, Drama, or Daytime)
- Art Directors Guild Awards:
  - 2007: Excellence in Production Design Award
  - 2008: Excellence in Production Design Award